# Leticia Murray
Leticia Judith Murray Acedo (née le 28 juin 1979 à Hermosillo, Sonora) est une modèle mexicaine lauréate du concours de beauté Nuestra Belleza México (Miss Mexique) le 10 septembre 1999. Elle représenta son pays lors de Miss Univers le 12 mai 2000 à Nicosie en Chypre. Elle y reçut le Prix du Meilleur Costume National et le Prix Clairol Style. La même année, elle représenta le Mexique à Miss International et s'y classa demi-finaliste.